# Павло-Григоровка
Павло-Григоровка (укр. Павло-Григорівка) — село,
Боровковский сельский совет,
Верхнеднепровский район,
Днепропетровская область,
Украина.
Код КОАТУУ — 1221081805. Население по переписи 2001 года составляло 236 человек.

## Географическое положение
Село Павло-Григоровка находится на берегу реки Самоткань,
выше по течению примыкает село Вольные Хутора,
ниже по течению на расстоянии в 1 км расположены сёла Боровковка и Матюченково.